# سیمون اسکراب
سیمون اسکراب (فنلاندی: Simon Skrabb؛ زادهٔ ۱۹ ژانویهٔ ۱۹۹۵) بازیکن فوتبال اهل فنلاند است.
از باشگاه‌هایی که در آن بازی کرده‌است می‌توان به باشگاه فوتبال یارو و باشگاه فوتبال نورشوپینگ اشاره کرد.
وی همچنین در تیم‌های ملی فوتبال زیر ۲۱ سال فنلاند، و فنلاند بازی کرده‌است.